# Força Aeroespacial do Exército de Libertação Popular
A Força Aeroespacial do Exército de Libertação Popular é um braço do Exército de Libertação Popular. Foi criado em 19 de abril de 2024. É uma das duas forças espaciais independentes do mundo. A mídia estatal chinesa também se referiu a ela como Força Espacial do Exército de Libertação Popular.

## História
A Força Aeroespacial do PLA foi estabelecida em 19 de abril de 2024, separada da Força de Apoio Estratégico simultaneamente desativada, e consolida todos os sistemas C4ISR baseados no espaço do PLA, bem como administra todos os locais de lançamento existentes. Sob a direção do presidente Xi Jinping, que também é secretário-geral do Partido Comunista Chinês (PCC) e chefia a Comissão Militar Central (CMC) do PCC, a China constituiu quatro novos ramos militares, ou "armas", como têm sido chamados na imprensa chinesa. Além dos quatro serviços do Exército de Libertação Popular (ELP) – a Força Terrestre do PLA, a Força Aérea do PLA, a Marinha do PLA e a Força de Foguetes do PLA – agora, Força Aeroespacial, a Força do Ciberespaço, a Força de Apoio à Informação, e a Força de Apoio Logístico Conjunto.

## Organização
A PLAASF está sediada no distrito de Haidian, em Pequim.
As seções centrais da equipe incluem:
- Departamento de pessoal (参谋部)
  - Divisão de Informação e Comunicações (信息T处)
- Departamento de Trabalho Político[5] (政治工作部)
  - Gabinete de Quadros[5] (干部局)
  - Escritório de Inovação[6] (创作室)
- Departamento de Logística[6] (后勤部)
  - Escritório de Gerenciamento de Construção de Engenharia 工程代建管理办公室(创作室)
- Departamento de Equipamentos (装备部)
  - Equipe de suporte a equipamentos[7] (装备保障队)
- Centro de controle e gerenciamento de satélites de retransmissão (中继卫星控制管理中心)
- Departamento de Aquisição de Equipamentos e Materiais de Teste (试验装备物资采购局) [8]
- Escritório do Leste da China (华东办事处) [9]
- Estação de Supervisão de Qualidade de Xichang (西昌质量监督站)

### Unidades Subordinadas

#### Centros de lançamento
- Centro de lançamento de satélites de Jiuquan (中国酒泉卫星发射中心) , também conhecida como unidade 63600 ( a.k.a. Base Dongfeng ou Cidade Aeroespacial Dongfeng): Localizada na cidade de Dongfeng, na Bandeira Ejin da Liga Alxa da Mongólia Interior, Jiuqian foi uma das primeiras instalações de lançamento aeroespacial já construídas na China. Juntamente com a realização de reconhecimento aéreo, é a principal base para testes e lançamento da série " Longa Marcha " de foguetes, mísseis, vários satélites de teste destinados a órbitas baixas e médias, satélites de aplicação e naves espaciais tripuladas. A base também é responsável pelo principal local de recuperação de espaçonaves.
- Centro de Lançamento de Satélites de Taiyuan (中国太原卫星发射中心): Estacionado no condado de Kelan, na cidade de Xinzhou, na província de Shanxi, a base de lançamento foi construída em março de 1967 sob o Projeto 3201 como uma resposta ao rompimento das relações sino-soviéticas. A base foi construída nas profundezas das montanhas e deliberadamente nomeada erroneamente como parte da estratégia chinesa de "apoio, ocultação e dispersão". O local serviu principalmente como instalação de mísseis nucleares e como destacamento de Jiuqian até se tornar uma unidade independente em janeiro de 1976. O centro de lançamento foi aberto para lançamentos comerciais internacionais na década de 1990 com o lançamento de dois satélites Iridium dos EUA em órbita.
- Centro de lançamento de satélites de Xichang (西昌卫星发射中心) também conhecida como Unidade 63790: Sediada na Hangtian North Road da cidade de Xichang, na província de Sichuan. A partir de 2022, também controlou remotamente o local de lançamento aeroespacial de Wenchang, na província de Hainan.

#### Centros de Controle
- Centro de Controle de Voo Aeroespacial de Pequim (北京航天飞行控制中心): baseado no distrito de Haidian, em Pequim, é o principal centro de controle do programa espacial da China, incluindo as missões tripuladas de Shenzhou. O BACC realiza monitoramento, rastreamento e medição de lançamento, bem como recuperação de lançamento.[10] Inclui os escritórios chineses da SINOSAT e da Inmarsat. O complexo que inclui o BACC é frequentemente chamado de "Cidade Aeroespacial" (航天城)
- Departamento de Telemetria e Controle de Satélite Marítimo da China (中国卫星海上测控部), também conhecido como Unidade 63680: Estacionada na cidade de Jiangyin, na província de Jiangsu, a base foi estabelecida em 1978 como sede e porto de origem dos navios de rastreamento da classe Yuan Wang, que são usado para rastrear lançamentos de foguetes e mísseis, em particular os testes dos mísseis balísticos da série Dongfeng e dos foguetes Longa Marcha.
- Centro de Telemetria e Controle de Satélites de Xi'an (中国西安卫星测控中心), também conhecido como Unidade 63750: Estacionada no número 28 da Xianning East Road na cidade de Xi'an, na província de Shaanxi, a base foi estabelecida em setembro de 1975 como um centro de medição e rastreamento de mísseis. base e agora é o centro de operações e controle da China Energyne e o centro de controle de backup do BACC.
- Instituto de Tecnologia de Rastreamento e Telemetria de Pequim (北京跟踪与通信技术研究所)[11] também conhecido como BITTT: localizado na Cidade Espacial de Pequim, concentra-se em comunicação por satélite e pesquisa de navegação.

#### Centros de teste, desenvolvimento e treinamento
- Base de testes nucleares de Malan (中国马兰核试验基地), também conhecida como Unidade 63650: Localizada nas extremidades ocidentais dos municípios de Lop Nur e Nairenkeer do condado de Heshuo, na Prefeitura Autônoma Mongol de Bayingolin da Região Autônoma Uigur de Xinjiang, a Base 21 serviu como principal nuclear local de lançamento e teste do programa nuclear chinês. A Base não realiza testes de armas nucleares desde 1996.
- Centro de testes de equipamentos eletrônicos de Luoyang (中国洛阳电子装备试验中心), também conhecido como unidade 63880: Localizada em Luoyang, na província de Henan, a Base 33 serve como centro de metrologia e medição de instrumentos da PLAASF. Eles também realizam mapeamento e levantamento astronômico. Esta base costumava ser uma das bases mais restritas da China e estava fora do alcance de estrangeiros até a década de 1980.
- Centro de Pesquisa e Desenvolvimento Aerodinâmico da China (中国空气动力研究与发展中心]] (CARDC): localizado na cidade de Mianyang, Sichuan, é o maior centro de pesquisa aerodinâmica da China, especializado em pesquisas de mísseis hipersônicos.
- Centro de Astronautas da China (中国航天员科研训练中心) também conhecido como ACC: localizado na Cidade Aeroespacial de Pequim, é o principal centro de treinamento e pesquisa dos astronautas do programa espacial chinês.
- Corpo de Astronautas (中国人民解放军航天员大队): com sede está uma unidade militar diretamente subordinada da Força Aeroespacial. Em 2018, havia selecionado e treinado 42 astronautas e estava em processo de treinamento de um terceiro lote, que incluirá civis.
- Centro de Pesquisa e Desenvolvimento Aeroespacial (航天研发中心)[11]
- Centro de Pesquisa em Design de Projetos (工程设计研究所)[11]
- Universidade de Engenharia Aeroespacial da Força de Apoio Estratégico do Exército de Libertação Popular (中国人民解放军战略支援部队航天工程大学): não está claro qual será o novo nome após a reforma de abril de 2024.

## Equipamento
| Nome da Classe             | Chinês               | Sistema              | Tipo                 | Órbita               | Número em serviço    | Notas                                                   |
| SatNav: 45 Satélites       | SatNav: 45 Satélites | SatNav: 45 Satélites | SatNav: 45 Satélites | SatNav: 45 Satélites | SatNav: 45 Satélites | SatNav: 45 Satélites                                    |
| -------------------------- | -------------------- | -------------------- | -------------------- | -------------------- | -------------------- | ------------------------------------------------------- |
| BeiDou 2-M                 | 北斗二号-M           | BDS-2                | Navegação            | MEO                  | 3                    |                                                         |
| BeiDou 2-G                 | 北斗二号-G           | BDS-2                | Navegação            | GEO                  | 5                    |                                                         |
| BeiDou 2-IGSO              | 北斗二号-IGSO        | BDS-2                | Navegação            | IGSO                 | 7                    |                                                         |
| BeiDou 3-M                 | 北斗三号-M           | BDS-3                | Navegação            | MEO                  | 24                   |                                                         |
| BeiDou 3-G                 | 北斗三号-G           | BDS-3                | Navegação            | GEO                  | 3                    |                                                         |
| BeiDou 3-I                 | 北斗三号-I           | BDS-3                | Navegação            | IGSO                 | 3                    |                                                         |
| Comunicações: 11 Satélites |                      |                      |                      |                      |                      |                                                         |
| Shentong 1                 | 神通-1               |                      | MilCom               | MEO                  | 2                    |                                                         |
| Shentong 2                 | 神通-2               |                      | MilCom               | MEO                  | 4                    | Shentong 2-5 launched as SinoSat2E as a secrecy measure |
| Fenghuo 1                  | 烽火-1               |                      | MilCom               | GEO                  | 2                    | Launched as SinoSat 22/A as a secrecy measure           |
| Fenghuo 2                  | 烽火-2A/C/D/E        |                      | MilCom               | GEO                  | 4                    | Launched as SinoSat 1A/C/D/E as a secrecy measure       |

## Comandantes

### Comandantes
- Shang Hong (Janeiro de 2016 – Outubro de 2022)
- Hao Weizhong (2022 – presente)

### Comissão Política
- Kang Chunyuan (janeiro de 2016 – abril de 2019)
- Jiang Ping (junho de 2019 – agosto de 2021)
- Chen Hui (agosto de 2021 – presente)